# Erft- und Sülchesbachtal mit Seitentälern
Koordinaten: 50° 29′ 25″ N, 6° 44′ 43″ O
Das Naturschutzgebiet Erft- und Sülchesbachtal mit Seitentälern liegt auf dem Gebiet der Gemeinde Nettersheim im Kreis Euskirchen in Nordrhein-Westfalen.
Das aus zwei Teilflächen bestehende Gebiet erstreckt sich östlich des Kernortes Nettersheim entlang des Erft- und des Sülchesbaches und von Seitentälern. Es liegt zwischen Langscheid, einem Stadtteil von Bad Münstereifel im Nordosten, und dem Nettersheimer Ortsteil Tondorf im Südwesten. Am nordwestlichen Rand des Gebietes verläuft die Kreisstraße K 39 und am südlichen Rand die K 79. Westlich des Gebietes verläuft die B 51 und südöstlich die Landesgrenze zu Rheinland-Pfalz. Westlich der südlichen Teilfläche erstreckt sich das 69,5 ha große Naturschutzgebiet Buirer Lei südlich Buir.

## Bedeutung
Das etwa 58,4 ha große Gebiet wurde im Jahr 2003 unter der Schlüsselnummer EU-110 unter Naturschutz gestellt.